# Лісопильня

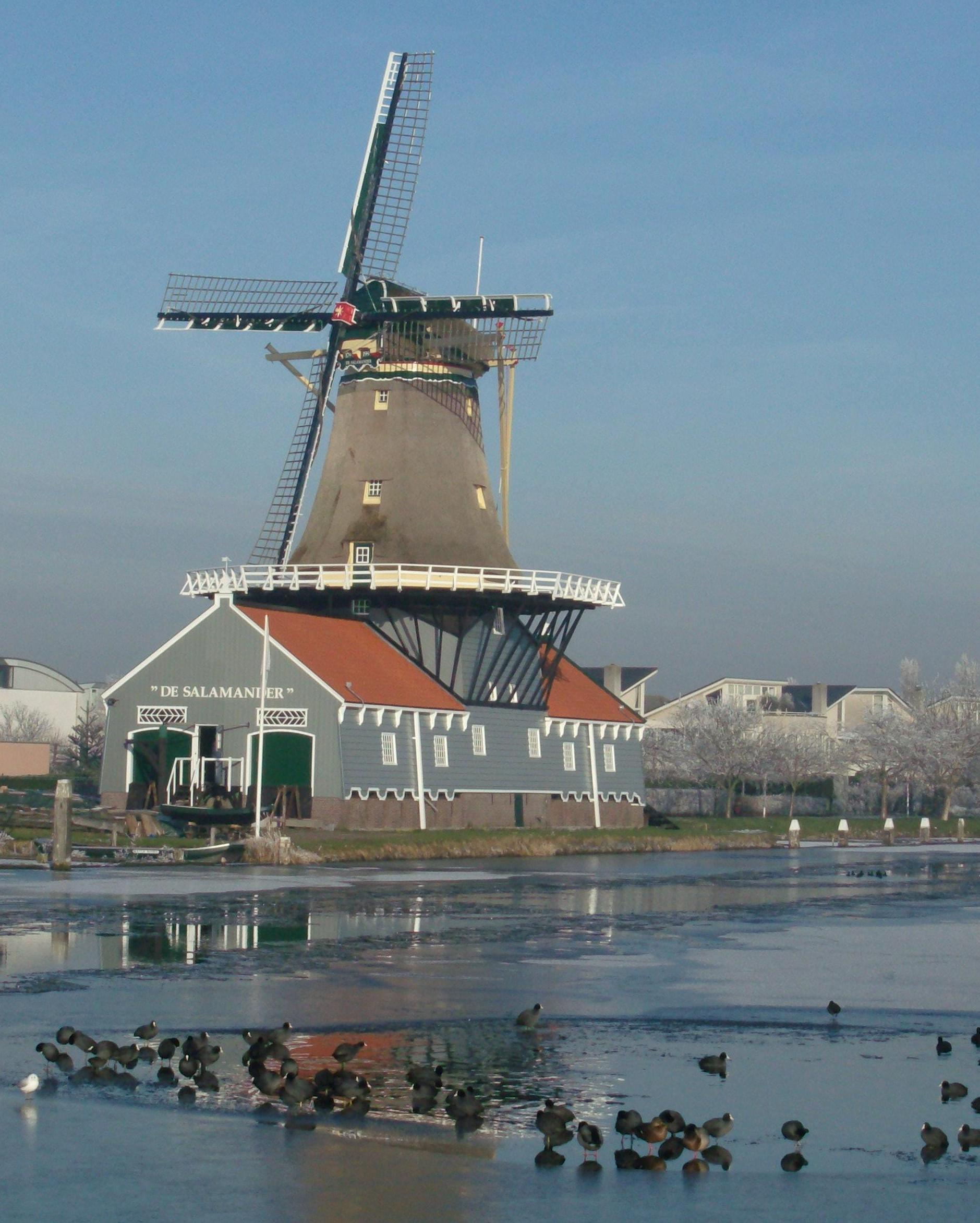
Лісопильня-вітряк у місті Лейдсендам, Нідерланди

Лісопильня, тартак, пи́льня, лісопильний завод, діал. тра́чка — підприємство, для поздовжнього розпилювання круглих лісоматеріалів та брусів на пиломатеріали потрібних розмірів та якості за допомогою лісопильної рами.
У деревообробній промисловості, тартак відносять до першої групи виробництва — первинна обробка деревини.

## Тартак

Паровий тартак у Брошневі-Осаді.

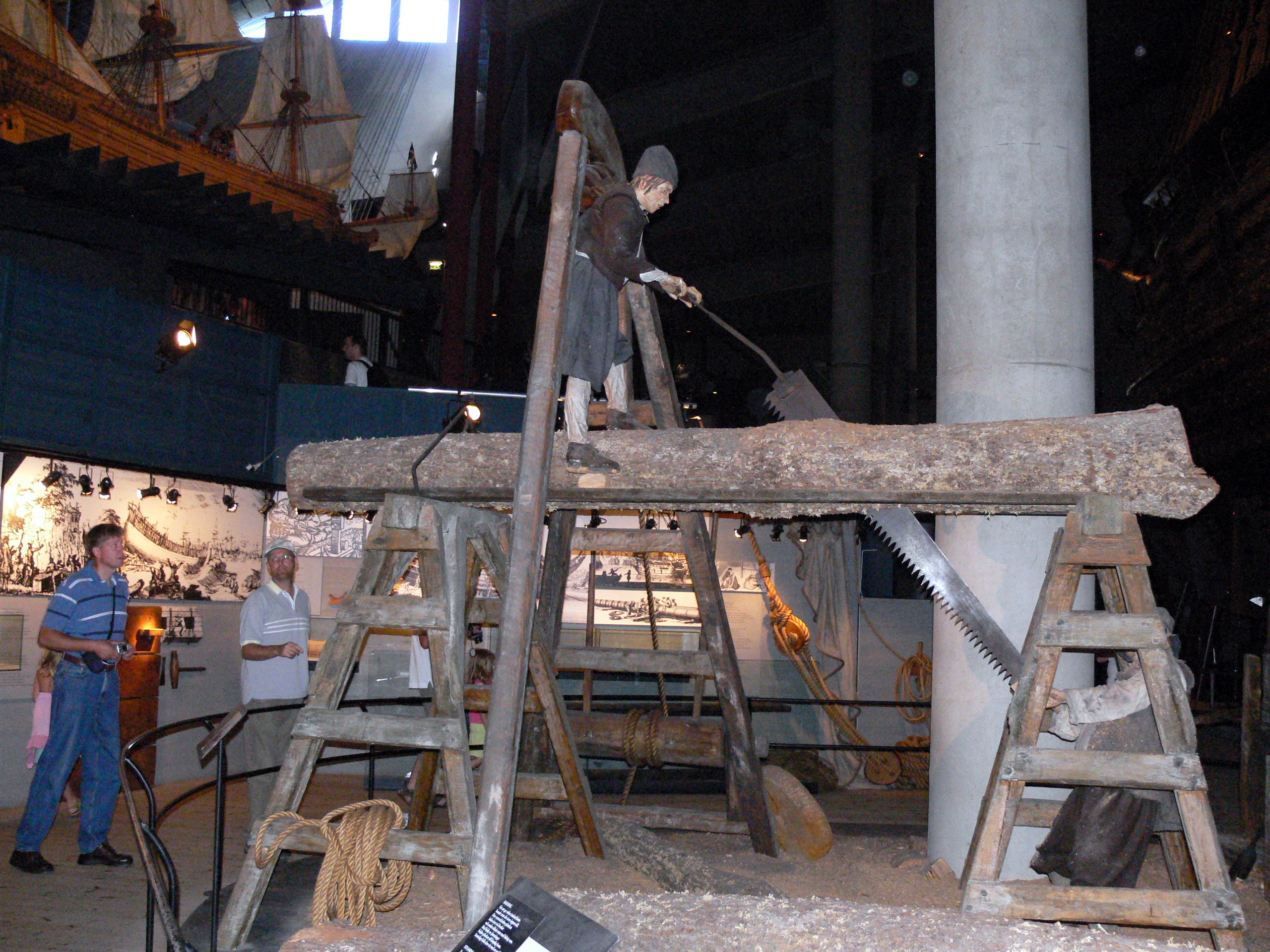
Розпилювання колоди на «трацькому верстаті». Реконструкція піднятого корабля «Vasa»

Схема давньоримського тартака в Ієраполісі, III ст. н. е.

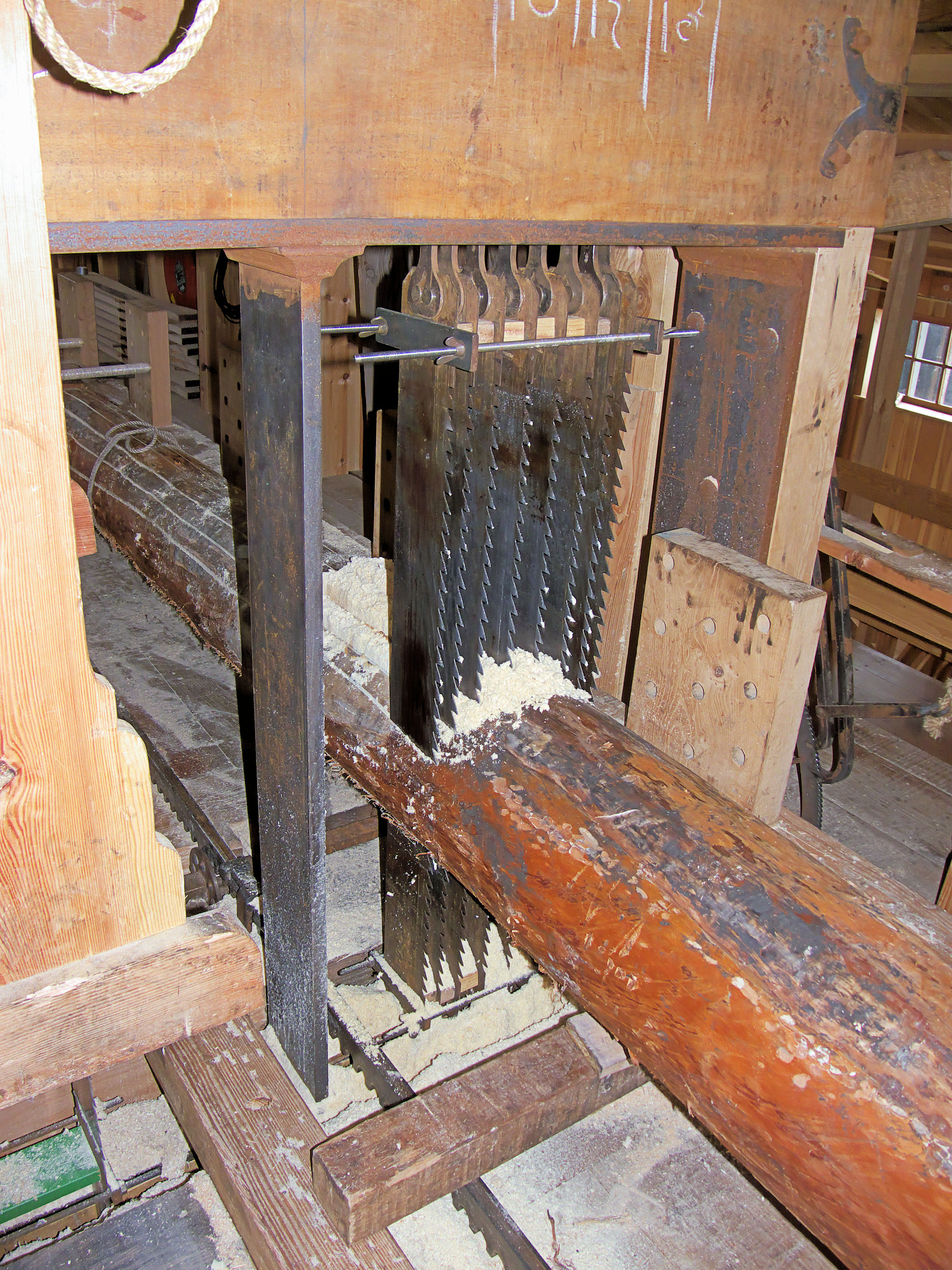
Пилки вітряної лісопильні. Нідерланди.

Словом «тартак» (від пол. tartak < trzeć — «терти») або «трачка» (пол. tracz < trzeć) в первісному значенні цього слова називалася спеціальна конструкція з деревини, козла, на яких проводили поздовжнє розпилювання стовбурів на дошки за допомогою довгих дворучних пилок (відома також як «трацький верстат»). Колоду встановлювали горизонтально на певній висоті над землею і закріплювали з допомогою скоб, потім її розпилювали вздовж два пилярі. Один майстер («трач») під час розпилювання знаходився зверху, другий стояв на землі. В окремих випадках знизу могло бути двоє майстрів (бо вниз тягнути пилку було важче). Якщо колода для розпилювання була груба і важка, то її не ставили на козла, а клали поперек ями, у якій знаходилися «низові» пилярі. Довжина пилки становила 1,7 м (довжина розмаху рук). На колоду перед розпилюванням могла наноситись розмітка обвугленим шнуром. Тирсу на тартаку (трачці) називали «трачинням». У пізніших конструкціях тартак приводився в рух за допомогою водяного млина, через що слово «тартак» стало позначати лісопильний млин.
У 1593 році Корнеліс Корнелісзон (нід. Cornelis Corneliszoon) першим отримав патент на механізм тартака. Для урухомлення пилок і механізму подавання лісопильної рами може використовуватися водяний двигун (водяні лісопильні) або механізм вітряка (вітряні лісопильні). Перетворення обертового руху вала на поступальний рух пилок здійснюється за допомогою кривошипно-шатунного механізму.
В Україні перші тартаки — водяні млини з'явилися в XV столітті.. Так у Нових Стрілиськах тартак був вже у 1429 році.

## Топонімія і ономастика
Топонім «тартак» поширений у центральній, західній та північній Україні (села Тартаків, Тартак, урочище Тартак, ставок Тартак в Умані та Лебедині на Черкащині, річка Тартак на Житомирщині, тощо), що свідчить про розвиток деревообробної промисловості на тих теренах, де була деревина. Тартаки найбільше набули поширення у місцевостях де були великі лісові масиви. Так у 1906 році в Галичині діяло 159 зареєстрованих тартаків та 432 незареєстрованих тартаків.
Також від «тартак» походять українські прізвища (Тартаковський, Тартакович тощо).

## Галерея

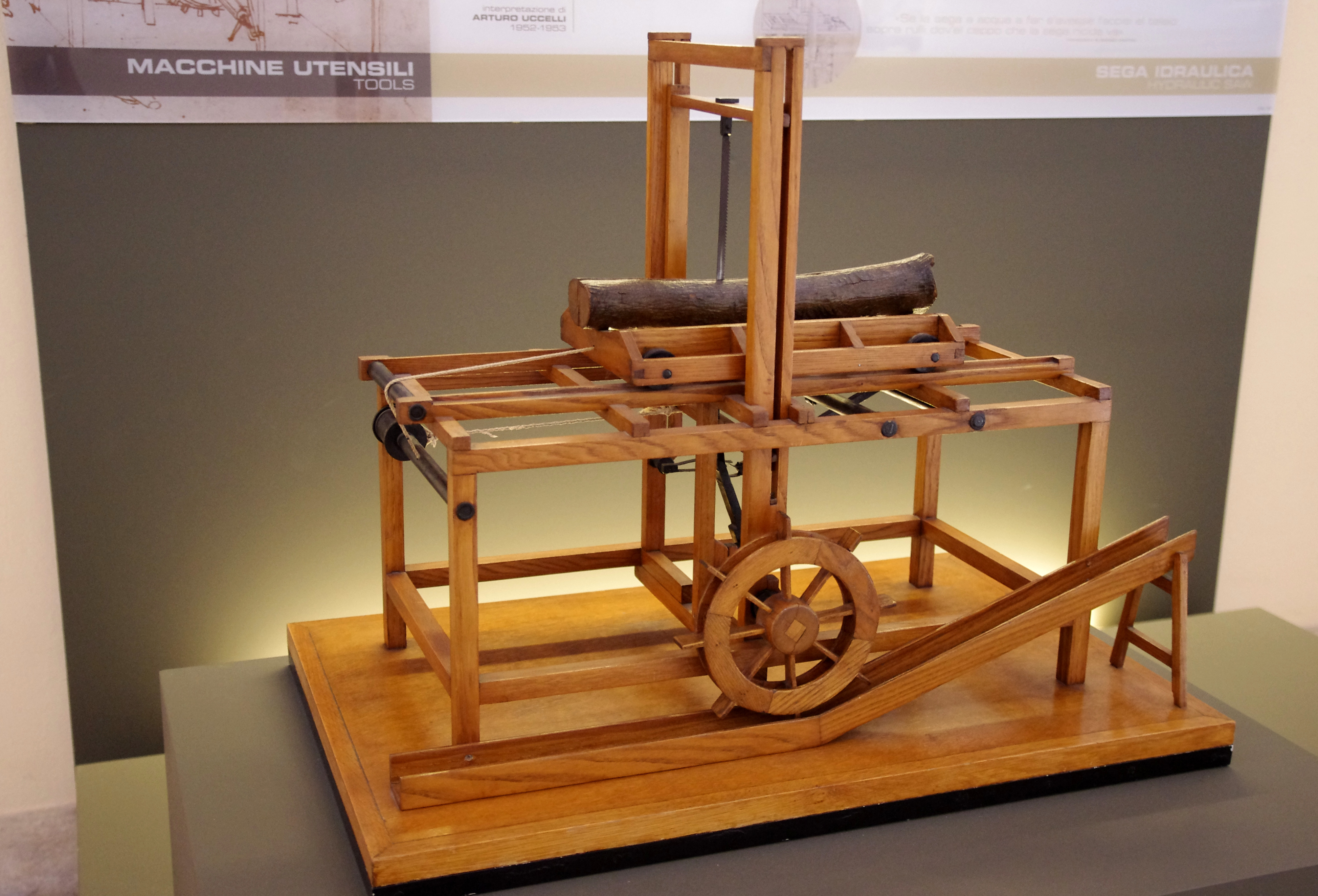
Модель водяної лісопильні
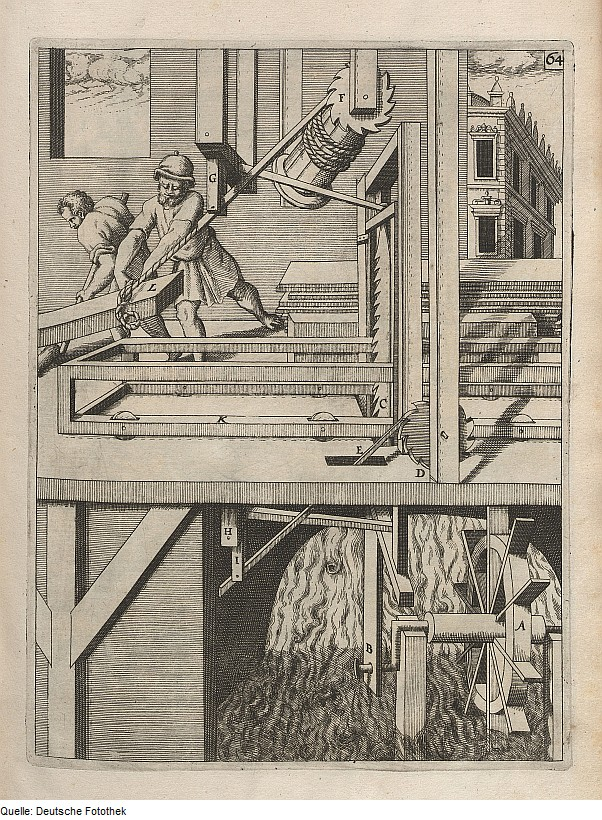
Малюнок водяної лісопильні
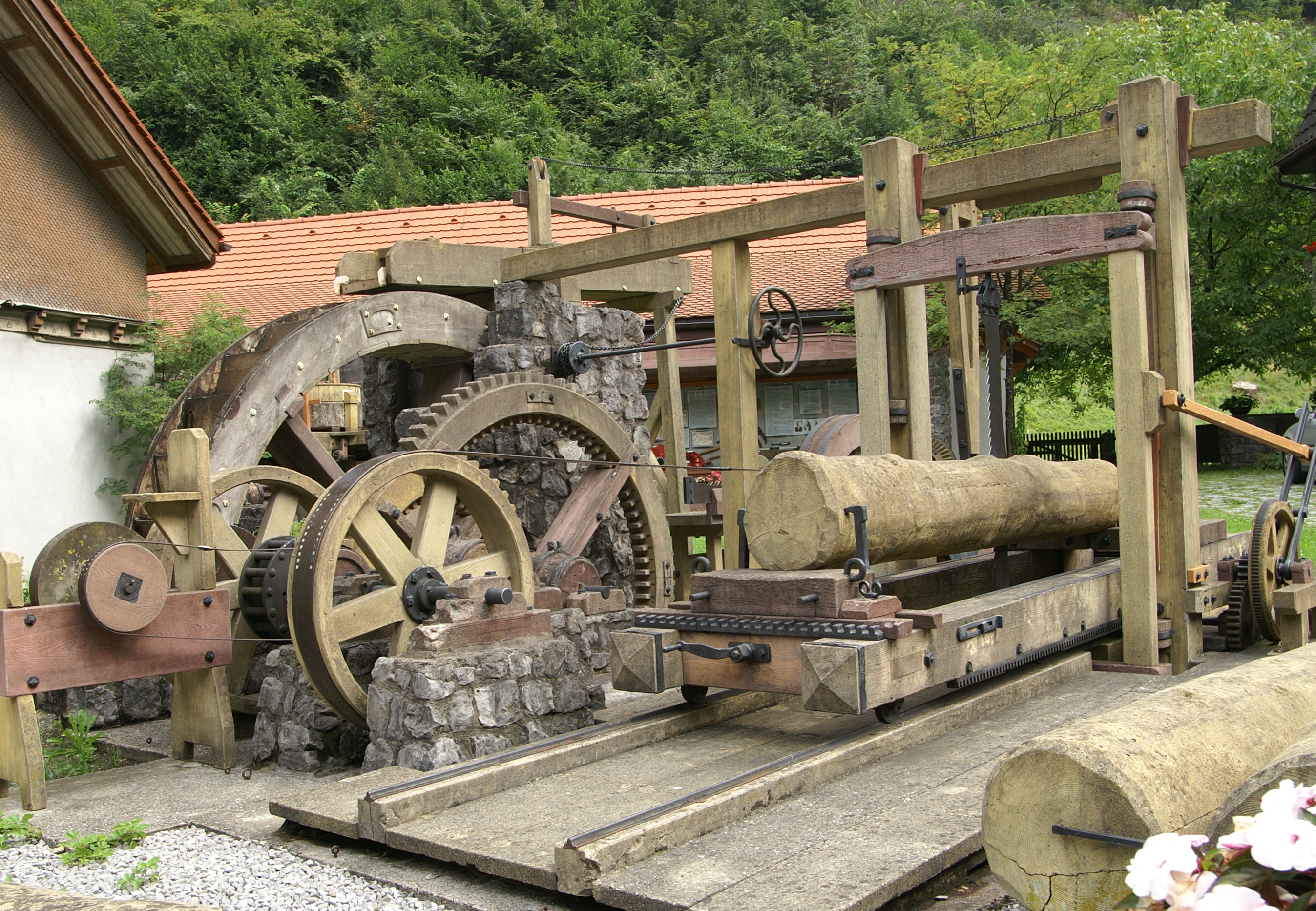
Лісопильня в Гогенемсі, Австрія